# HMS Australia (1888)
Za druge ladje glejte HMS Australia.
HMS Australia je bila križarka razreda orlando Kraljeve vojne mornarice.
Gradnja je bila končana leta 1888. 1905 so jo razrezali v Troonu.